# Paratomarctus
Paratomarctus es un género extinto de cánido perteneciente a la subfamilia Borophaginae y la subtribu Borophagina, que habitó Norteamérica durante el Mioceno hace entre 16,3 a 5,3 millones de años.
Paratomarctus estuvo entre los últimos representantes de los Borophaginae y compartió su hábitat con otros cánidos: Borophagus (23,3-3,6 ma), Epicyon (20,6-5,330 Ma), Carpocyon (20,4-3,9 Ma), Aelurodon (23,03-4,9 Ma), y uno de los primeros lobos, Canis lepophagus que apareció hace unos 10,3 ma.

## Taxonomía
Paratomarctus fue nombrado y asignado a Borophagina por Wang et al. (1999). Fue recombinado como Tephrocyon temerarius por Matthew y Cook (1909), Peterson (1910), Merriam (1913), Matthew (1918) y Merriam (1919); fue renombrado como Tomarctus temerarius por Matthew (1924), Green (1948), Galbreath (1953), Downs (1956), Sutton (1977), Voorhies (1990) y Munthe (1998); finalmente se le dio el nombre de Paratomarctos temerarius por Wang et al. (1999).

## Morfología
Dos especímenes fueron examinados por Legendre y Roth para examinar su masa corporal. El primer espécimen se estimó que pesaba unos 12,9 kilogramos, y el segundo fue estimado en unos 12 kilogramos.